# 弗雷德·海因斯
弗雷德·海因斯（英語：Fred Hynes）为一位美国音讯工程师。他曾赢得了5次奥斯卡最佳音响效果奖，并在这个奖项上获得了2次提名。

## 精选影视作品
约翰逊曾赢得了5次奥斯卡最佳音响效果奖，并获得2次提名。
获奖：
- 俄克拉荷马（英语：Oklahoma! (1955 film)） (1955)[1]
- 南太平洋（英语：South Pacific (1958 film)） (1958)[2]
- 锦绣山河烈士血（英语：The Alamo (1960 film)） (1960)[3]
- 西区故事 (1961)[4]
- 音乐之声 (1965)[5]

提名：
- 乞丐与荡妇（英语：Porgy and Bess (film)） (1959)[6]
- 埃及艳后 (1963)[7]